# Šije (Bośnia i Hercegowina)
Šije – wieś w Bośni i Hercegowinie, w Federacji Bośni i Hercegowiny, w kantonie zenicko-dobojskim, w gminie Tešanj. W 2013 roku liczyła 2582 mieszkańców, z czego większość stanowili Boszniacy.